# Arenula (Nocera Inferiore)
L'Arenula o Rendola (in dialetto locale A' Rennola, anticamente Tostazzo), è uno dei più popolosi e storici borghi di Nocera Inferiore, è parte dei quartieri Storico e Casolla-Grotti.

## Geografia

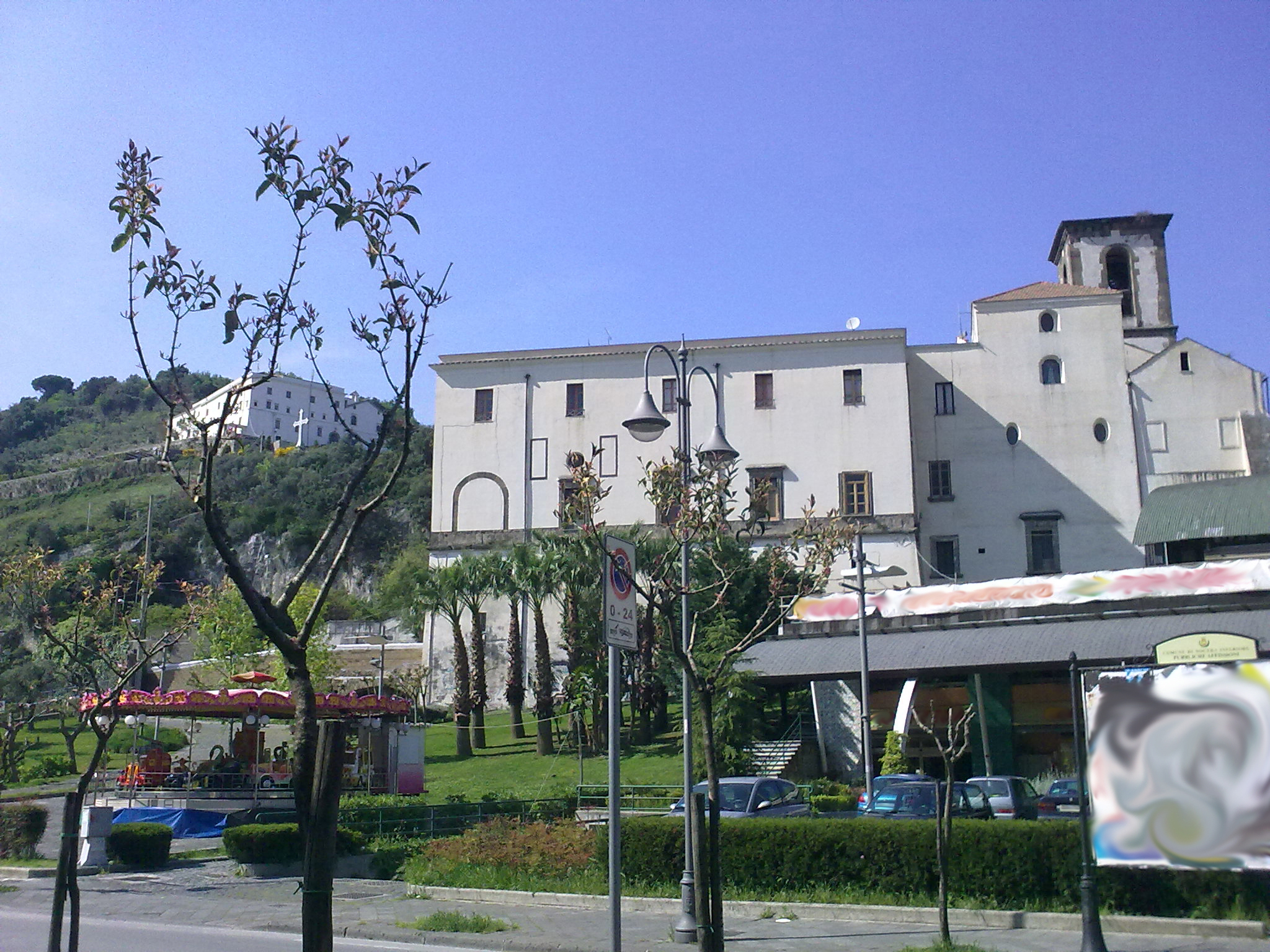
Piazza Michele De' Santi, Piazza Guglielmo Salierno e il convento di Sant'Antonio

Occupa l'area est della città di Nocera Inferiore, è fagliato sia dall'Alveo comune nocerino, che da una strada passante per il vicino Piedimonte e che porta a Castel San Giorgio, si trova nell'area del nucleo storico della città. Sebbene la zona a ridosso del rione Borgo (Piazza Zanardelli e Via Castaldo condivise col contiguo rione del Mercato), Via Elena degli Angeli, Via G.B. Vico, Via Castaldo e parte di Via Pucci) costituisce parte del Quartiere Storico, il caseggiato più recente (Via Orlando) fa parte del quartiere Casolla-Grotti.

## Storia
L'area sorse come zona mercatale del rinato insediamento nocerino, sorto alle falde della collina intorno al X secolo era all'epoca nota come tostacio o Tostazzo: una vasta area che raggiungeva il limite meridionale delle mure dell'antica Nuceria Alfaterna, zona che si divide in Arenola (o Avenola) e  il Mercato.
Non si conosce l'origine del suo toponimo, anche se potrebbe essere riconducibile, come per l'omonima località toscana, alla sabbia fine.
La prima attestazione si ha nell'857 dov'è nota come in loco ad arenola et in parieti bocatur, ciò fa dedurre la vicinanza del locus alle vecchie mura cittadine.
Il casale di Tostazzo risultava pertinenza dell'Actus Sarnensis, almeno fino all'848.
La sua storia è a grandi linee comune con quella dei contigui rioni Borgo e Mercato. Dall'epoca medievale vi è conoscenza anche delle chiese detta di San Nicola a Tostazzo (1004) e di San Martino, "quomodo serra de ipsum munticellu discernit" (fl. 984), oggi scomparse. L'area disponeva di un mulino, detto dell'Avenola, che dava sul rivo dei Corvi. Inizialmente proprietà vescovile, il mulino fu poi donato dalla principessa Gaitelgrima alla Prioria di Sant'Angelo in Grotta, fino al 1386, quando ritornò alla restaurata diocesi.. Ricadde anche nella sfera d'influenza del convento di San Francesco e Sant'Antonio.
Nel rinascimento divenne parte dell'Università di Nocera Corpo di Nocera dei Pagani.
Nel 1806 divenne parte della municipalità di Nocera Corpo, soppressa nel 1831.
Nel 1851 divenne parte del comune di Nocera Inferiore. Nel 1882, a sud della zona, fu edificata la piccola Stazione di Nocera Inferiore Mercato.
Durante la seconda guerra mondiale, l'area fu colpita da dei bombardamenti, che causarono il crollo di alcuni palazzi e diverse vittime.

## Cultura
Religiosamente il rione è legato al culto di sant'Antonio da Padova e del Corpo di Cristo, territorialmente una zona è pertinenza anche della parrocchia di San Bartolomeo.
Punto d'interesse della borgata è stato senza dubbio per anni il Cinema Impero, oggi dismesso.

## Infrastrutture e trasporti
La Stazione di Nocera Inferiore Mercato è ubicata proprio nel rione, al suo estremo sud. La stazione è una delle fermate della Circumsalernitana.